# Joucou
Joucou  (en occitan Jocon ) est une commune française, située dans le Sud-Ouest du département de l’Aude en région Occitanie.
Sur le plan historique et culturel, la commune fait partie du Pays de Sault, un plateau situé entre 990 et 1310 mètres d'altitude fortement boisé. Exposée à un climat océanique altéré, elle est drainée par le Rébenty, le ruisseau de Romanis et par divers autres petits cours d'eau. La commune possède un patrimoine naturel remarquable : deux sites Natura 2000 (le « pays de Sault » et le « bassin du Rebenty ») et deux zones naturelles d'intérêt écologique, faunistique et floristique.
Joucou est une commune rurale qui compte 30 habitants en 2022, après avoir connu un pic de population de 216 habitants en 1851. Ses habitants sont appelés les Joucounais et ses habitantes les Joucounaises.

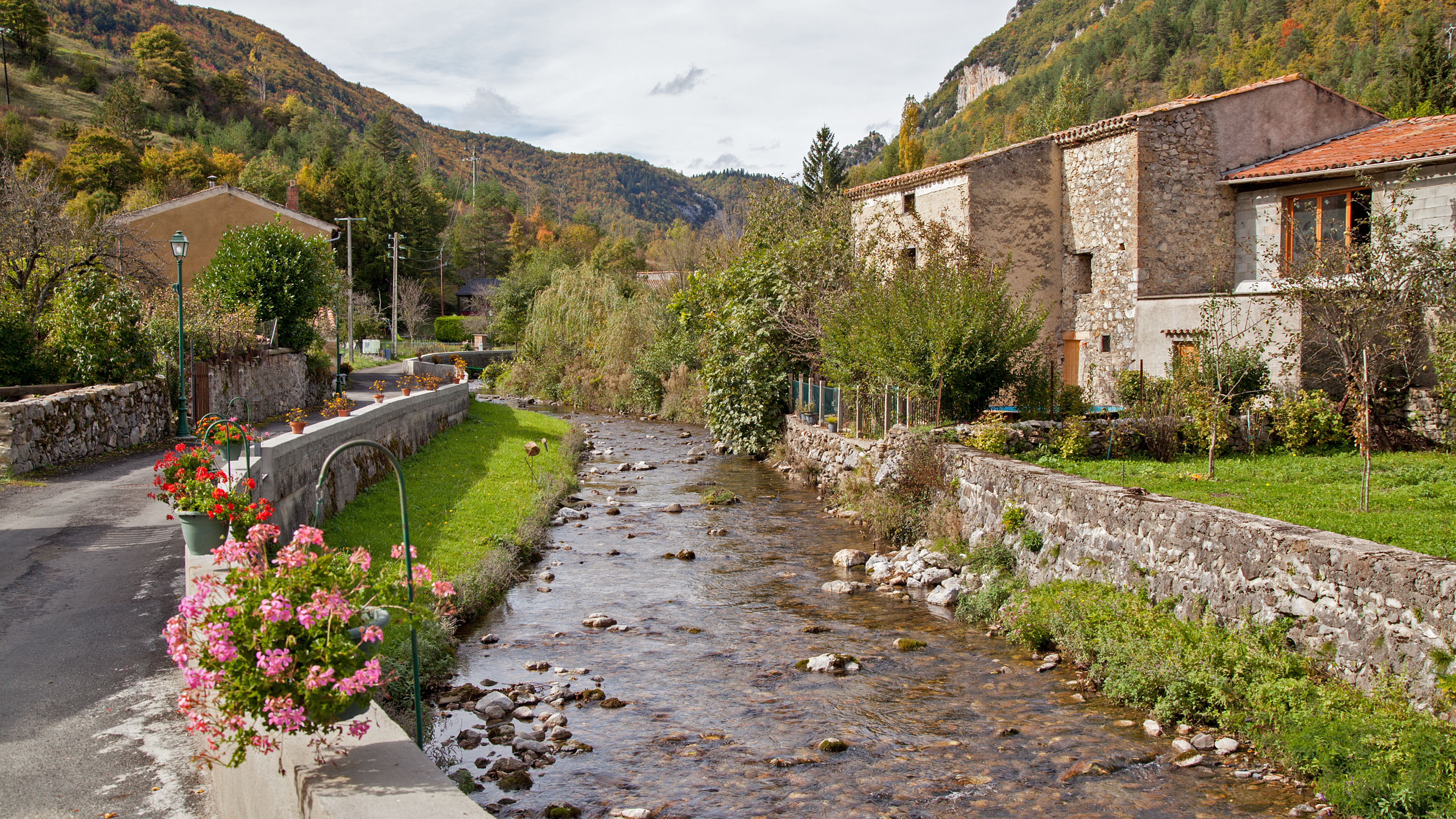
La rivière Rébenty traverse Joucou.

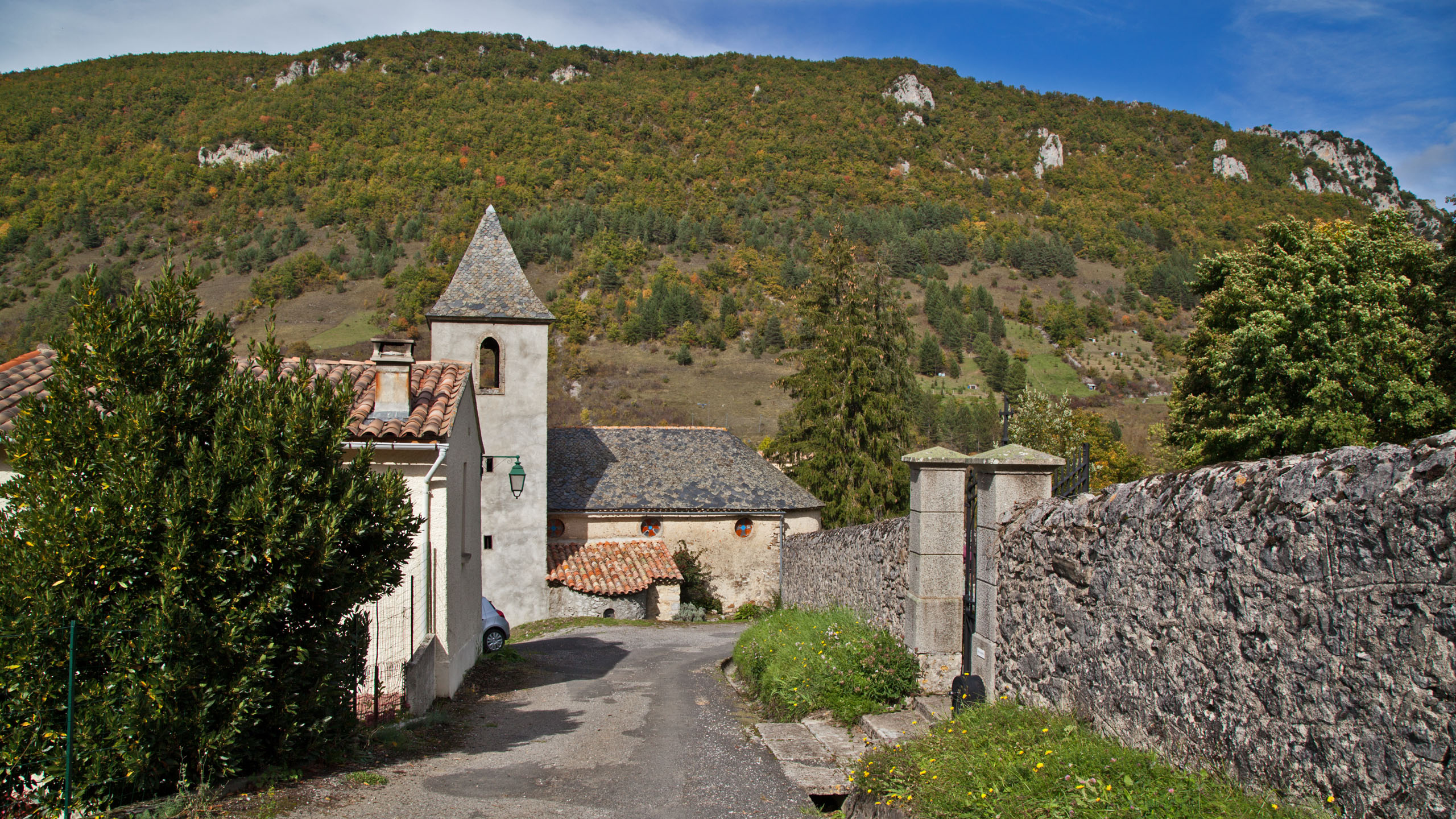
L'église de Joucou.

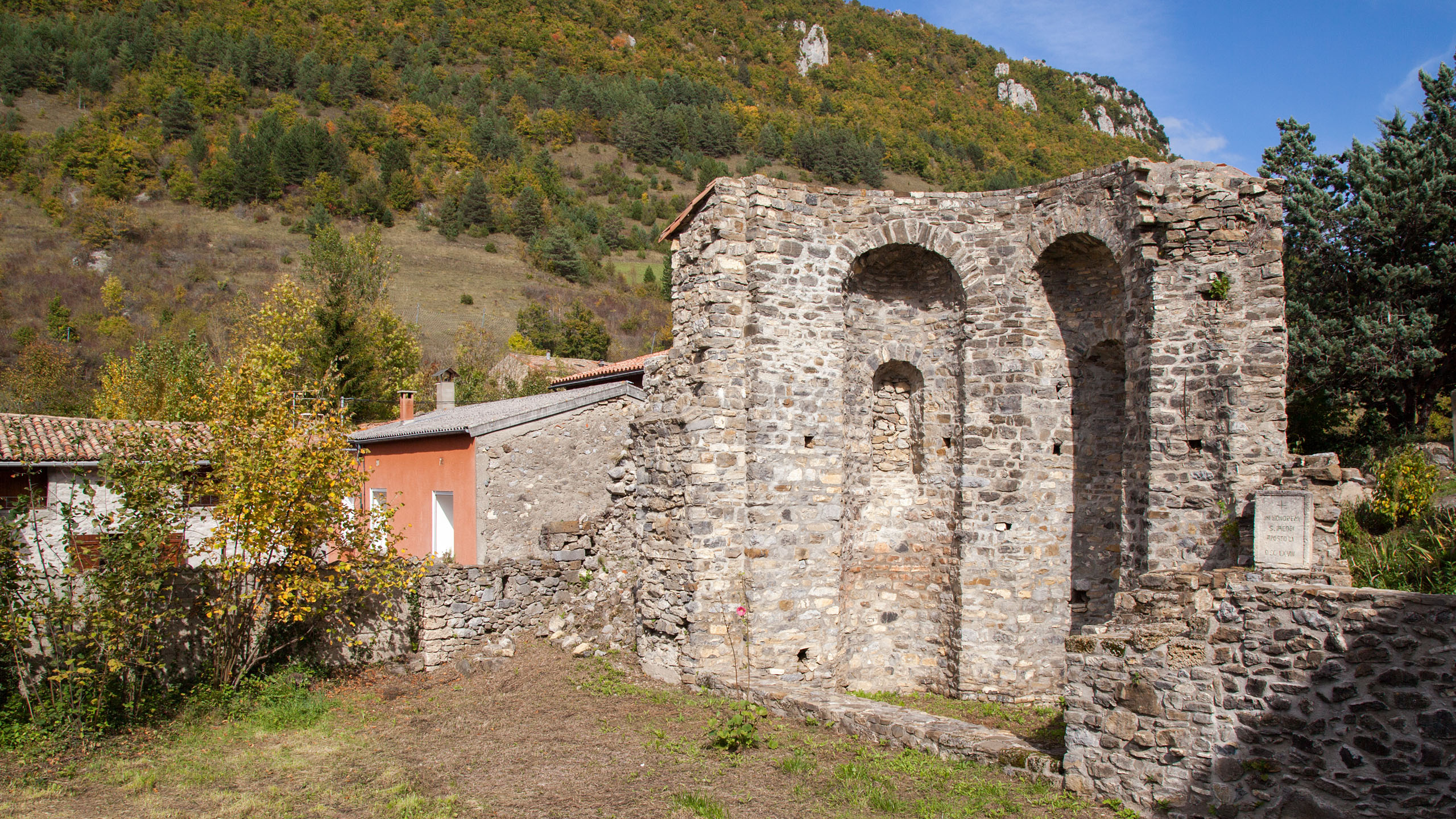
Ruines de l'église abbatiale Saint-Jacques.

## Géographie
La commune est située dans le pays de Sault sur le Rébenty.

### Communes limitrophes
Les communes limitrophes sont  Aunat, Belfort-sur-Rebenty, Belvis, Bessède-de-Sault, Marsa et Rodome.
|                     | Belvis |                  |
| Belfort-sur-Rebenty | Joucou | Marsa            |
| Rodome              | Aunat  | Bessède-de-Sault |

### Hydrographie
La commune est dans la région hydrographique « Côtiers méditerranéens », au sein du bassin hydrographique Rhône-Méditerranée-Corse. Elle est drainée par le Rebenty, le ruisseau de Romanis, le ruisseau de Cussou, le ruisseau de Fontmajou, le ruisseau de la Pasuil et le ruisseau de la Rouminguière, qui constituent un réseau hydrographique de 8 km de longueur totale,.
La Lauquette, d'une longueur totale de 17,9 km, prend sa source dans la commune de Fajac-en-Val et s'écoule du sud-ouest vers le nord-est puis vers l'ouest. Elle traverse la commune et se jette dans le Lauquet à Ladern-sur-Lauquet, après avoir traversé 4 communes.

### Climat
Pour des articles plus généraux, voir Climat de l'Occitanie et Climat de l'Aude.
En 2010, le climat de la commune est de type climat océanique altéré, selon une étude s'appuyant sur une série de données couvrant la période 1971-2000. En 2020, Météo-France publie une typologie des climats de la France métropolitaine dans laquelle la commune est exposée à un climat de montagne ou de marges de montagne et est dans la région climatique Pyrénées orientales, caractérisée par une faible pluviométrie, un très bon ensoleillement (2 600 h/an), un air sec, particulièrement en hiver et peu de brouillards.
Pour la période 1971-2000, la température annuelle moyenne est de 11,2 °C, avec  une amplitude thermique annuelle de 14,9 °C. Le cumul annuel moyen de précipitations est de 893 mm, avec 9,7 jours de précipitations en janvier et 6,1 jours en juillet. Pour la période 1991-2020 la température moyenne annuelle observée sur la station météorologique la plus proche, située sur la commune de Belcaire à 11 km à vol d'oiseau, est de 9,8 °C et le cumul annuel moyen de précipitations est de 1 032,4 mm,. Pour l'avenir, les paramètres climatiques de la commune estimés pour 2050 selon différents scénarios d’émission de gaz à effet de serre sont consultables sur un site dédié publié par Météo-France en novembre 2022.

### Milieux naturels et biodiversité

#### Réseau Natura 2000

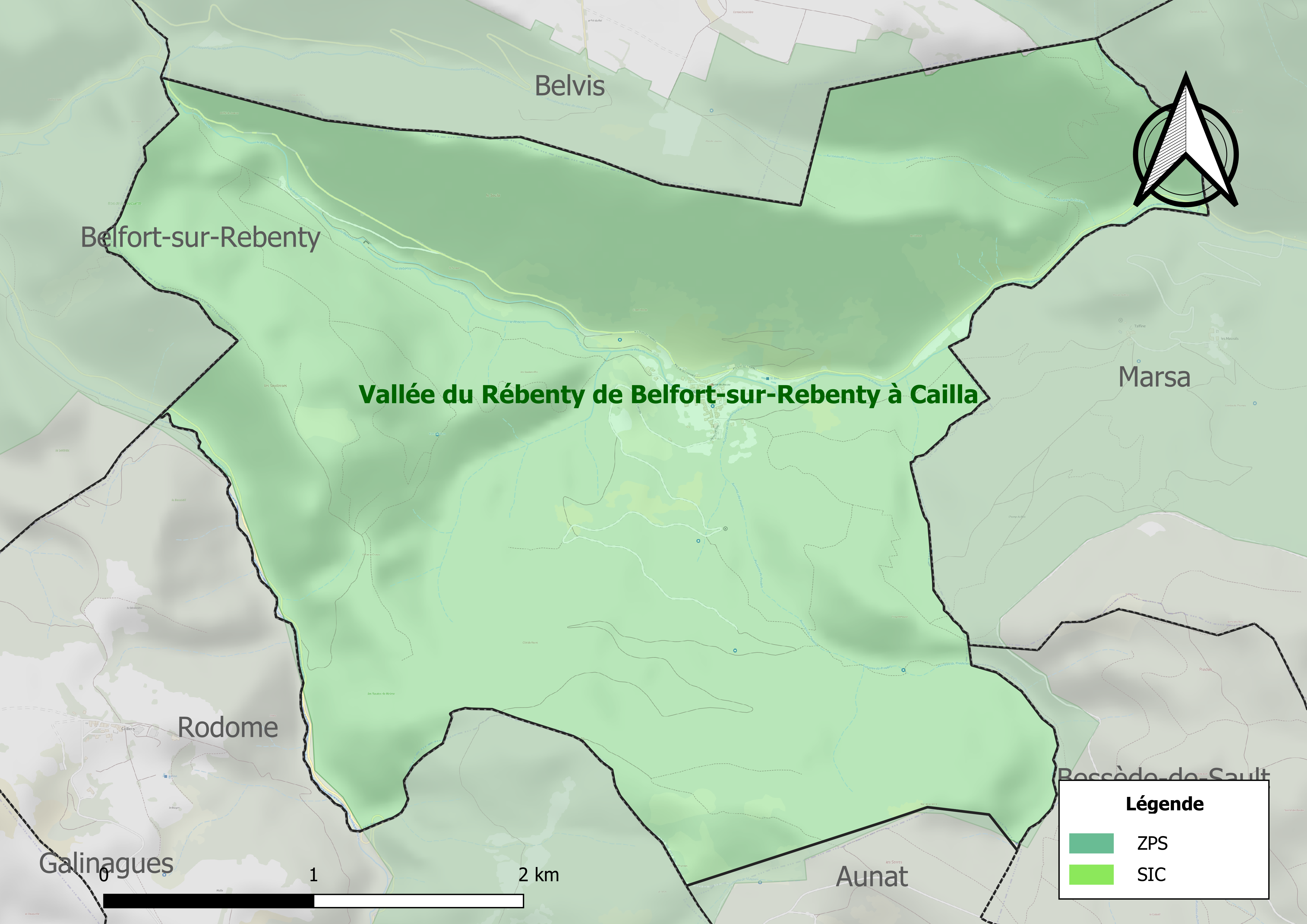
Site Natura 2000 sur le territoire communal.

Le réseau Natura 2000 est un réseau écologique européen de sites naturels d'intérêt écologique élaboré à partir des directives habitats et oiseaux, constitué de zones spéciales de conservation (ZSC) et de zones de protection spéciale (ZPS). Un site Natura 2000 a été défini sur la commune au titre de la directive habitats :
- le « bassin du Rebenty », d'une superficie de 8 567 ha, qui offre une palette d'habitats naturels sur une grande gamme altitudinale et climatique et sur des substrats variés (calcaires, marnes, schistes). En particulier, on y rencontre de belles pinèdes de pins à crochets sur sol acide. La rivière héberge des espèces aquatiques (Chabot commun et Barbeau méridional, Écrevisse à pattes blanches) et mammifères (Desman des Pyrénées)[14]

et un au titre de la directive oiseaux : 
- le « pays de Sault », d'une superficie de 71 499 ha, présentant une grande diversité d'habitats pour les oiseaux. On y rencontre donc aussi bien les diverses espèces de rapaces rupestres, en particulier les vautours dont les populations sont en augmentation, que les passereaux des milieux ouverts (bruant ortolan, alouette lulu) et des espèces forestières comme le pic noir[15].

#### Zones naturelles d'intérêt écologique, faunistique et floristique
L’inventaire des zones naturelles d'intérêt écologique, faunistique et floristique (ZNIEFF) a pour objectif de réaliser une couverture des zones les plus intéressantes sur le plan écologique, essentiellement dans la perspective d’améliorer la connaissance du patrimoine naturel national et de fournir aux différents décideurs un outil d’aide à la prise en compte de l’environnement dans l’aménagement du territoire. Une ZNIEFF de type 1 est recensée sur la commune : la « vallée du Rébenty de Belfort-sur-Rebenty à Cailla » (3 553 ha), couvrant 10 communes du département et une ZNIEFF de type 2, : la « vallée du Rébenty » (5 661 ha), couvrant 14 communes du département.

Carte des ZNIEFF de type 1 et 2 à Joucou.
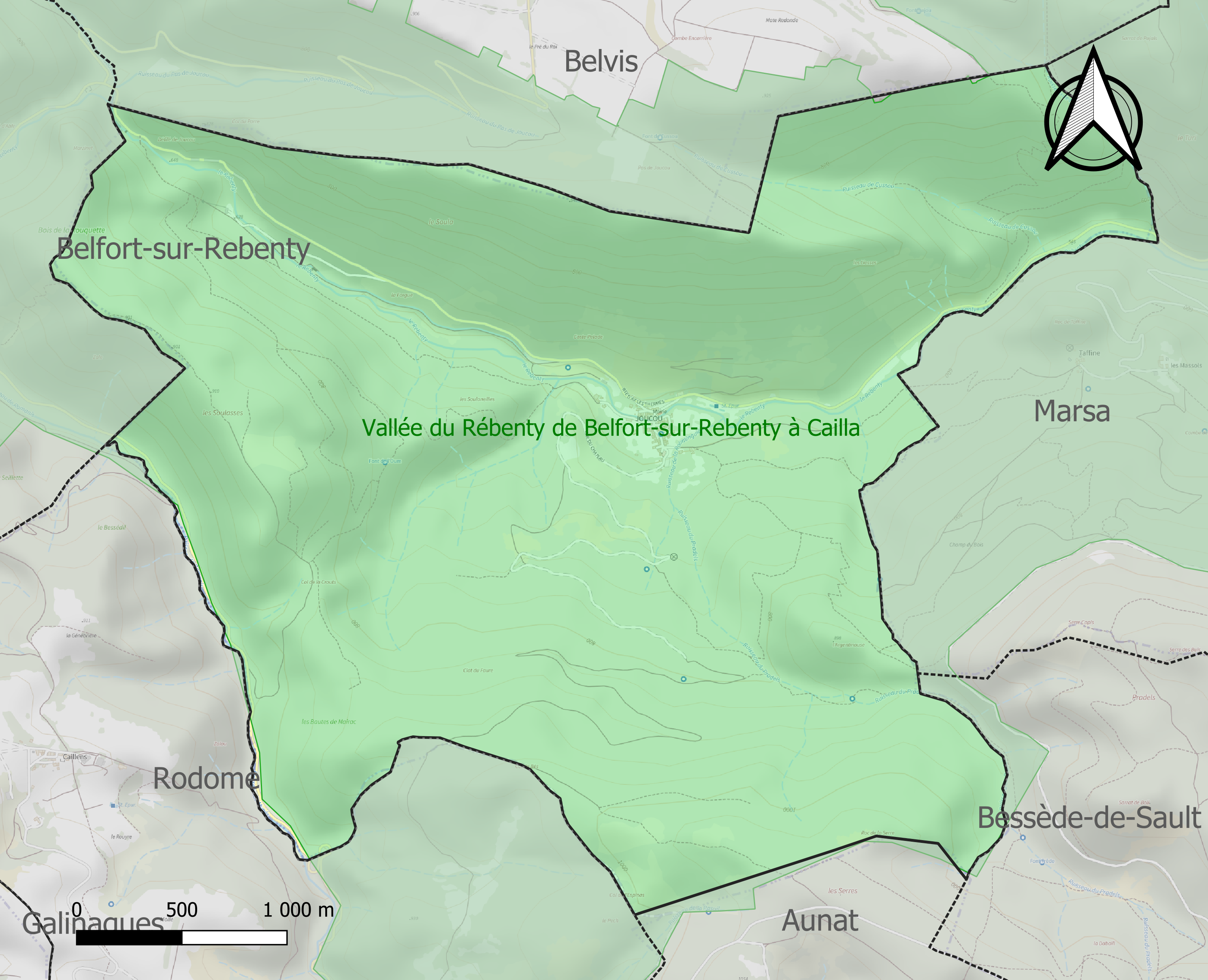
Carte de la ZNIEFF de type 1 sur la commune.
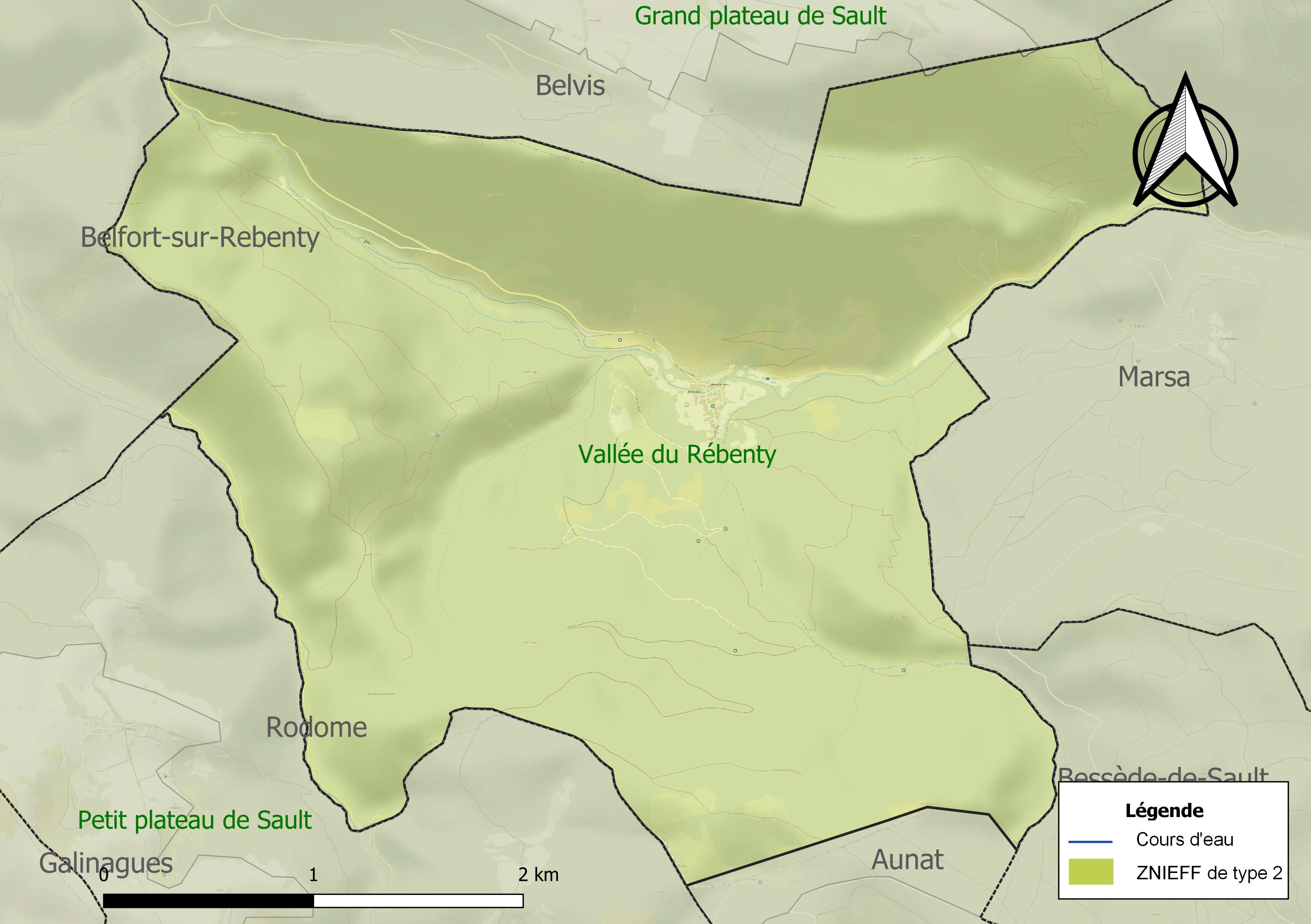
Carte de la ZNIEFF de type 2 sur la commune.

## Urbanisme

### Typologie
Au 1er janvier 2024, Joucou est catégorisée commune rurale à habitat très dispersé, selon la nouvelle grille communale de densité à 7 niveaux définie par l'Insee en 2022.
Elle est située hors unité urbaine et hors attraction des villes,.

### Occupation des sols
L'occupation des sols de la commune, telle qu'elle ressort de la base de données européenne d’occupation biophysique des sols Corine Land Cover (CLC), est marquée par l'importance des forêts et milieux semi-naturels (99,9 % en 2018), en augmentation par rapport à 1990 (84,2 %). La répartition détaillée en 2018 est la suivante : forêts (51,1 %), milieux à végétation arbustive et/ou herbacée (48,8 %), zones agricoles hétérogènes (0,1 %). L'évolution de l’occupation des sols de la commune et de ses infrastructures peut être observée sur les différentes représentations cartographiques du territoire : la carte de Cassini (XVIIIe siècle), la carte d'état-major (1820-1866) et les cartes ou photos aériennes de l'IGN pour la période actuelle (1950 à aujourd'hui).

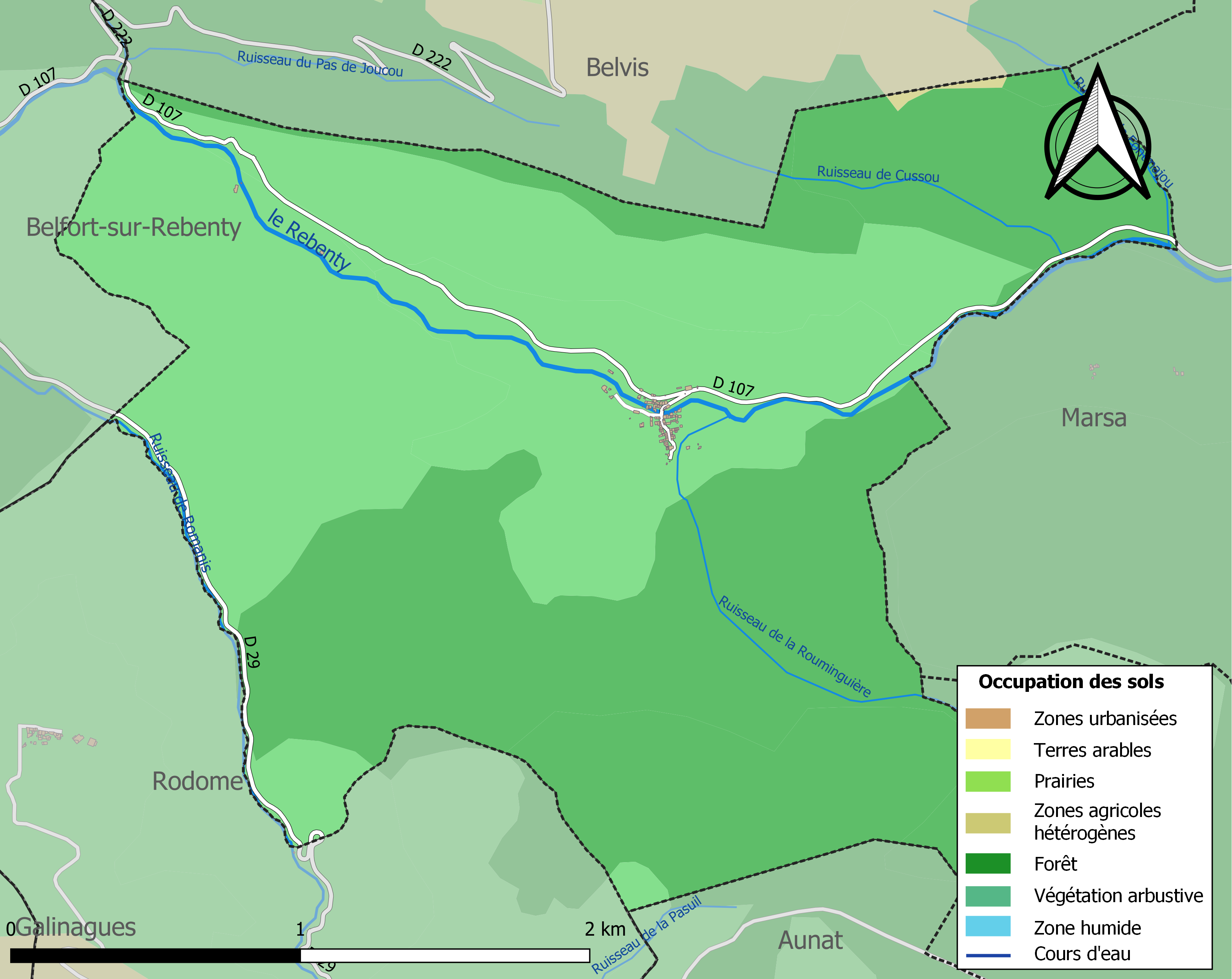
Carte des infrastructures et de l'occupation des sols de la commune en 2018 (CLC).

### Risques majeurs
Le territoire de la commune de Joucou est vulnérable à différents aléas naturels : météorologiques (tempête, orage, neige, grand froid, canicule ou sécheresse) et séisme (sismicité modérée). Un site publié par le BRGM permet d'évaluer simplement et rapidement les risques d'un bien localisé soit par son adresse soit par le numéro de sa parcelle.

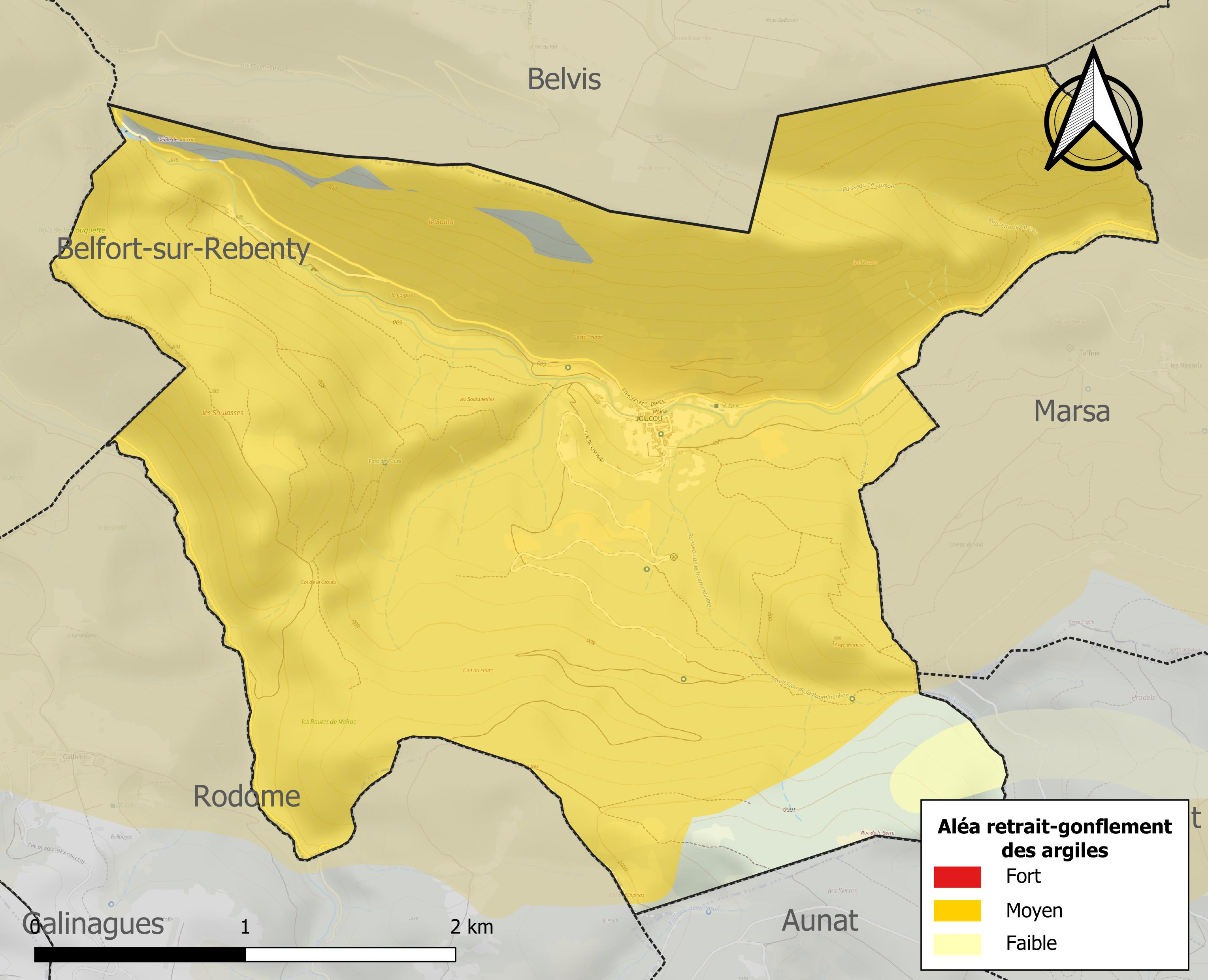
Carte des zones d'aléa retrait-gonflement des sols argileux de Joucou.

Le retrait-gonflement des sols argileux est susceptible d'engendrer des dommages importants aux bâtiments en cas d’alternance de périodes de sécheresse et de pluie. 92,3 % de la superficie communale est en aléa moyen ou fort (75,2 % au niveau départemental et 48,5 % au niveau national). Sur les 68 bâtiments dénombrés sur la commune en 2019, 68 sont en aléa moyen ou fort, soit 100 %, à comparer aux 94 % au niveau départemental et 54 % au niveau national. Une cartographie de l'exposition du territoire national au retrait gonflement des sols argileux est disponible sur le site du BRGM,.

## Histoire
Le lieu de Joucou est d'abord connu pour son abbaye Saint-Jacques. L'abbé Gulfaric de Saint-Jacques de Joucou assiste en 873 à la consécration de l'église de Formiguères, qui était une possession de l'abbaye.
En 1310, la famille de Nègre, originaire d'Espagne où elle avait acquis son nom en participant à la Reconquista, achète le château surplombant le défilé de Joucou et le Rébenty (en limite nord-ouest de la commune). Le seigneur d'Able était donc avant tout un homme d'armes, à la tête d'un corps de troupe, vraisemblablement des arbalétriers. Le château d'Able résista à toutes les invasions espagnoles, mais il fut pris par Jean de Lévis, chef des calvinistes, en 1572 et fut incendié comme tous ceux qui tombèrent entre les mains des huguenots.
Après les communes de Mouans-Sartoux, Bully-les-Mines et Montignac, Joucou est la quatrième ville de France à s’être officiellement proclamée le 13 juin 2009 « Ville anticorrida et amie des animaux ».

## Politique et administration

### Liste des maires
| Période                                  | Période   | Identité          | Étiquette | Qualité |
| ---------------------------------------- | --------- | ----------------- | --------- | ------- |
| mars 2001                                | mars 2008 | Georges Glardon   | Les Verts |         |
| mars 2008                                |           | Emmanuelle Fauche |           |         |
| Les données manquantes sont à compléter. |           |                   |           |         |

## Démographie

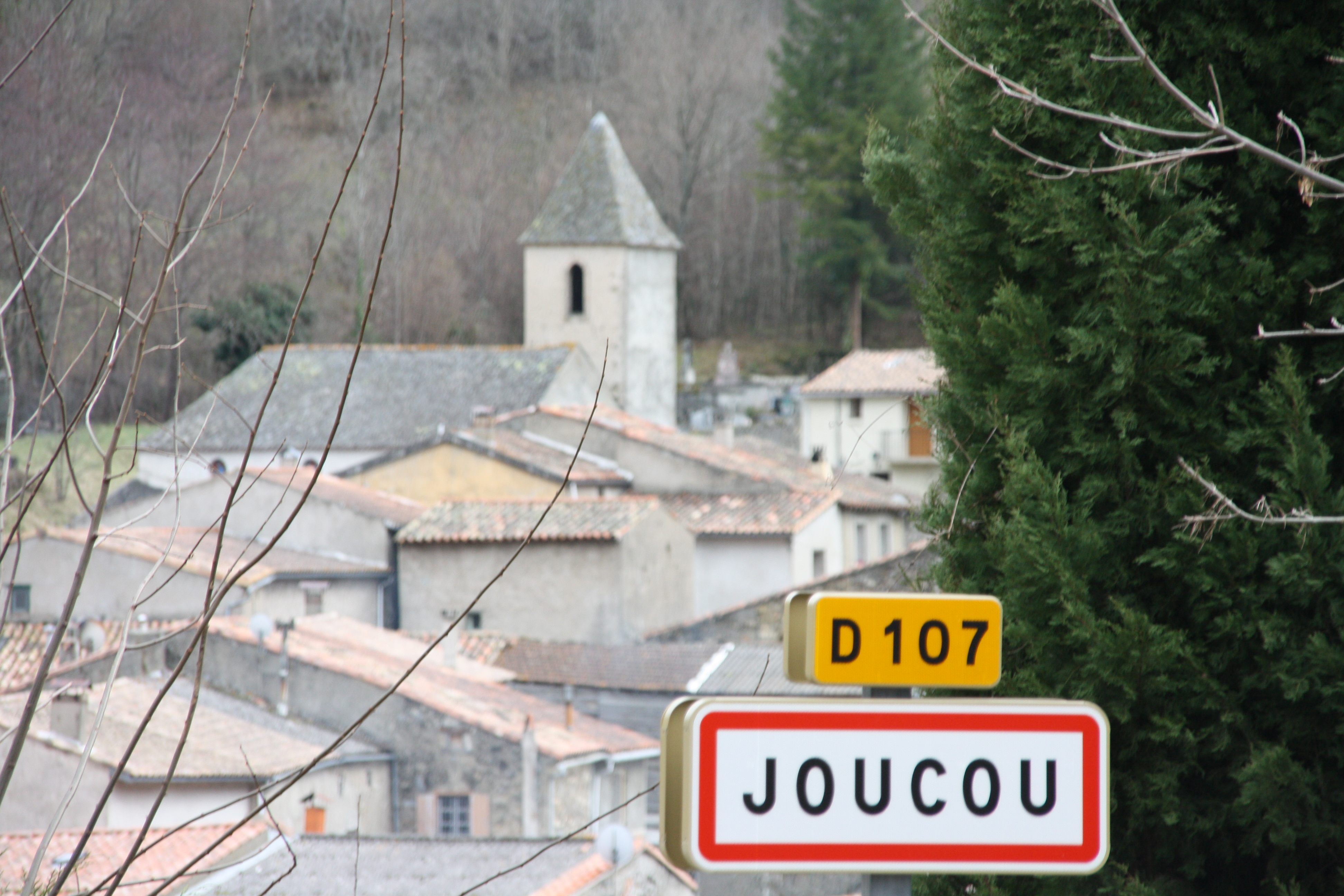
Église Saint-Thomas de Joucou.

L'évolution du nombre d'habitants est connue à travers les recensements de la population effectués dans la commune depuis 1793. Pour les communes de moins de 10 000 habitants, une enquête de recensement portant sur toute la population est réalisée tous les cinq ans, les populations de référence des années intermédiaires étant quant à elles estimées par interpolation ou extrapolation. Pour la commune, le premier recensement exhaustif entrant dans le cadre du nouveau dispositif a été réalisé en 2005.

En 2022, la commune comptait 30 habitants, en évolution de −14,29 % par rapport à 2016 (Aude : +2,65 %, France hors Mayotte : +2,11 %).
| 1793 | 1800 | 1806 | 1821 | 1831 | 1836 | 1841 | 1846 | 1851 |
| ---- | ---- | ---- | ---- | ---- | ---- | ---- | ---- | ---- |
| 162  | 128  | 200  | 205  | 188  | 215  | 200  | 213  | 216  |

| 1856 | 1861 | 1866 | 1872 | 1876 | 1881 | 1886 | 1891 | 1896 |
| ---- | ---- | ---- | ---- | ---- | ---- | ---- | ---- | ---- |
| 192  | 192  | 194  | 209  | 202  | 190  | 185  | 183  | 163  |

| 1901 | 1906 | 1911 | 1921 | 1926 | 1931 | 1936 | 1946 | 1954 |
| ---- | ---- | ---- | ---- | ---- | ---- | ---- | ---- | ---- |
| 145  | 144  | 139  | 110  | 123  | 115  | 106  | 89   | 79   |

| 1962 | 1968 | 1975 | 1982 | 1990 | 1999 | 2005 | 2006 | 2010 |
| ---- | ---- | ---- | ---- | ---- | ---- | ---- | ---- | ---- |
| 56   | 48   | 33   | 25   | 25   | 27   | 33   | 33   | 38   |

| 2015 | 2020 | 2022 | - | - | - | - | - | - |
| ---- | ---- | ---- | - | - | - | - | - | - |
| 35   | 31   | 30   | - | - | - | - | - | - |

## Économie

### Emploi
| Division       | 2008   | 2013   | 2018   |
| -------------- | ------ | ------ | ------ |
| Commune        | 25 %   | 27,8 % | 30,8 % |
| Département    | 10,2 % | 12,8 % | 12,6 % |
| France entière | 8,3 %  | 10 %   | 10 %   |

En 2018, la population âgée de 15 à 64 ans s'élève à Quatorze personnes, parmi lesquelles on compte 61,5 % d'actifs (30,8 % ayant un emploi et 30,8 % de chômeurs) et 38,5 % d'inactifs,. Depuis 2008, le taux de chômage communal (au sens du recensement) des 15-64 ans est supérieur à celui de la France et du département.
La commune est hors attraction des villes,. Elle ne compte aucun emploi en 2018, contre 3 en 2013 et 3 en 2008. Le nombre d'actifs ayant un emploi résidant dans la commune est de 4, soit un taux d'activité parmi les 15 ans ou plus de 28,6 %.
Sur ces 4 actifs de 15 ans ou plus ayant un emploi, aucun ne travaille dans la commune. Pour se rendre au travail, 75 % des habitants utilisent un véhicule personnel ou de fonction à quatre roues, 25 % les transports en commun et.

### Activités hors agriculture
Trois établissements sont implantés  à Joucou au 31 décembre 2019. Le secteur de l'industrie manufacturière, des industries extractives et autres est prépondérant sur la commune puisqu'il représente 66,7 % du nombre total d'établissements de la commune (2 sur les 3 entreprises implantées  à Joucou), contre 8,8 % au niveau départemental. Aucune exploitation agricole ayant son siège dans la commune n'est recensée lors du recensement agricole de 2010 (deux en 1988).

## Culture locale et patrimoine

### Lieux et monuments
- Sur la rive droite du Rébenty (torrent qui se jette dans l’Aude en amont de Saint-Martin-Lys) subsistent les vestiges de l’église abbatiale Saint-Jacques.
- Les vestiges du chef de l’église abbatiale font l’objet depuis 2002 d’une action de sauvegarde par une association locale (Les amis du Rébenty).
- Église Saint-Thomas de Joucou.

### Personnalités liées à la commune
- Emmanuelle Fauche : maire de la commune de 2008 à 2014 et personnalité marquante par son engagement anti-corrida[33].
- Henri Gougaud, né en 1936 à Villemoustaussou, de parents alors domiciliés à Joucou, écrivain, poète, conteur, parolier et chanteur occitanophone.

### Héraldique
| Blason de Joucou | Blason  | De sable au chef d’or chargé de trois billettes d’azur. |
| Blason de Joucou | Détails | Le statut officiel du blason reste à déterminer.        |